# 狭管紫草属
狭管紫草属（学名：Stenosolenium），或稱紫筒草属，是紫草科下的一个属，为一年生、被粗毛草本植物。该属仅有狭管紫草（Stenosolenium saxatile）一种，分布于俄罗斯、蒙古和中国东北、华北及西北。